# Гармата Архімеда

Парова гармата Архімеда: 1 – ствол, 2 – отвір, 3 – ядро, 4 – пиж

Гармата Архімеда - гармата, що стріляла за допомогою пари. Її ідею висловили Архімед (перша парова гармата була розроблена Архімедом під час облоги Сіракуз) та Леонардо да Вінчі. Принципова схема гармати являє собою глухий з одного боку ствол 1 з отвором 2 на циліндричній поверхні біля заглушеної сторони. Відкриту порожнину ствола закривали ядром 3 з пижом 4, а протилежну частину ствола, що заглушена, дуже нагрівали на вогні. Потім у нагріту порожнину ствола через отвір 2 заливали воду. Вода миттєво випаровувалась, перетворюючись у пару, яка, розширюючись, з гуркотом та силою виштовхувала ядро 4. Для нас цікаво тут те, що ствол гармати являє собою циліндр, всередині якого, як поршень, ковзає ядро.
Функціонування такої конструкції перевірялося в рамках телевізійної програми «Руйнівники легенд» і студентами університету MIT.